# Saint-Laurent, Ardennes
Saint-Laurent är en kommun i departementet Ardennes i regionen Grand Est (tidigare regionen Champagne-Ardenne) i nordöstra Frankrike. Kommunen ligger  i kantonen Villers-Semeuse som ligger i arrondissementet Charleville-Mézières. År 2022 hade Saint-Laurent 1 073 invånare.

## Befolkningsutveckling
Antalet invånare i kommunen Saint-Laurent
Referens: INSEE